# Brački varenik
Brački varenik, hrvatski autohtoni prehrambeni proizvod, od 29. rujna 2020. zaštićen oznakom zemljopisnog podrijetla. Rabi ga se kao dodatak jelima.

## Povijest
Brački varenik tradicijski je proizvod otoka Brača. Još u starovjekovnom Rimu Marko Cecilije Apicije opisao je način njegove pripreme. Godine 1885. godine S. Bulimbašić zapisao je da se "na posjedu obitelji Didolića s otoka Brača" brački varenik pripremao prema tradicionalnoj recepturi i da je bio "namijenjen vrhunskim kuhinjama u Beču, gdje je kao začin jelu bio posebno cijenjen i tražen". Koliko je Brački varenik vrlo vezan bračku tradiciju, govori da je uvršten u rječnik bračkih čakavskih govora.

## Proizvodnja
Proizvodi ga se ukuhavanjem ocijeđenog soka svježeg ili prosušenog grožđa dok se njegov obujam ne smanji na približno trećinu početnog obujma. Proizvodi ga se od autohtonih sorta vinove loze i to od crnih sorti babića, crljenka kaštelanskog, plavca malog i od bijele sorte maraštine. Ove sorte nakupljaju visok sadržaj šećera što je vrlo važno za Brački varenik. U konačnom proizvodu ove sorta moraju pojedinačno ili zajedno biti zastupljene u udjelu od 80%, a preostali dio smiju biti ine sorte grožđa s otoka Brača. Bobice grožđa od kojih se izrađuje proizvod moraju biti zdrave i neoštećene. Sve proizvodne faze odvijaju se isključivo na području otoka Brača od početka rujna do konca listopada proizvodne sezone u istoj godini.
Ako se proizvodi od svježe ubranog grođa, sadržaj šećera u grožđu mora prijeći 18%. Provjera se čini refraktometrijski prije ukuhavanja. Ako se proizvodi od prosušenog grožđa, onda se do 3 dana na otvorenom mora sušiti svježe ubrano grožđe. Suši ga se pri suhom i sunčanom vremenu ili u hladu uz dotok vjetra.
Prije ukuhavanja, svježe ubrano ili prosušeno grožđe se melje ručno ili u muljačama (ručni ili elektromotorni pogon). Tekući se dio odvaja, a gnječeno grožđe (masulj) se tiješti. Sok od grožđa odnosno mošt treba procijediti kroz rijetko istkanu tkaninu ili sito. Potom ga se ukuhava u odgovarajućoj posudi za kuhanje, pri čemu se tekućina često miješa radi sprječavanja karamelizacije mošta. To je bitno u kasnijim fazama ukuhavanja. Tekućinu se ukuhava sve dok se količina ukuhane tekućine ne smanji na trećinu početne količine. Nakon ukuhavanja brački varenik se ulijeva u ambalažu. Ambalaža mora biti staklena (tamno staklo, do 0,5 l), suha i čista. Pakira ga se na bračkom području, čime se nadzire sljedivost i smanjuje mogućnost biološke kontaminacije, neželjene fermentacije i kvarenja.

## Osobine
Slatka je viskozna tekućina medne arome, blago izraženog okusa i mirisa na grožđe i srednje izraženog okusa na karamel. Može biti od tamno crvene do tamno smeđe boje, ako se radi od crnih sorti grožđa, odnosno tamno žute do svijetlo smeđe boje ako se radi od bijele sorte grožđa.
U trenutku stavljanja na tržište mora imati bar 45% topljive suhe tvari (određeno refraktometrijski). pH vrijednost proizvoda mora biti u rasponu od 3 do 5 jedinica, razrijeđen vodom na 25% suhe tvari.